# Schietpartij op Karelsuniversiteit Praag 2023
Op 21 december 2023 maakte de 24-jarige Tsjechische David Kozák 14 dodelijke slachtoffers tijdens een schietpartij op de Karelsuniversiteit in de Tsjechische hoofdstad Praag, waarna hij zelfmoord pleegde. Het was de dodelijkste schietpartij in de geschiedenis van Tsjechië. De dader had eerder die dag ook zijn vader doodgeschoten en op 15 december 2023 een man en zijn dochtertje.

## Schietpartij
De laatste dagen voor de aanslag nam David Kozák telkens een gitaarkoffer mee van zijn woonplaats, het dorp Hostouň, naar Praag terwijl hij geen gitaar speelde. Waarschijnlijk gebruikte hij het om wapens en munitie te transporteren. Op 21 december 2023 rond 12:26 CET waarschuwde Kozáks moeder de politie dat ze van haar zoon een sms-bericht had ontvangen met zijn intentie tot zelfmoord en dat hij op weg was naar Praag. Op 20 kilometer ten westen van de hoofdstad vond de politie om 12:42 in zijn woonplaats het lijk van Davids vader. Hij bleek te zijn vermoord door zijn eigen zoon. In de kelder lagen gasbommen, munitie en materiaal met explosieve inhoud.
De politie dacht dat Kozák die namiddag een bloedbad wou aanrichten op een lezing aan de Faculteit Letteren van de Karelsuniversiteit omdat hij gepland had die bij de wonen. De Faculteit werd daarom rond 14:22 geëvacueerd, maar in werkelijkheid was Kozák naar de Faculteit Filosofie getrokken. Kort voor 15:00 begon hij op de vierde verdieping in het wilde weg te schieten. Veertien studenten en universiteitsmedewerkers kwamen om. Dertien werden vermoord in het gebouw, terwijl een ander slachtoffer later in het ziekenhuis stierf. Vijfentwintig anderen raakten gewond, onder wie drie buitenlanders, een Nederlander en twee Emiratis. Volgens Tsjechische berichtgeving maakte een van de slachtoffers een dodelijke val van het gebouw bij een poging om aan de schutter te ontsnappen. Alle dodelijke slachtoffers waren Tsjechen, onder wie de eminente musicologe Lenka Hlávková.
Om 15:11 werd Kozák op het dakterras van de universiteit gespot, schietend op publiek op de straat. Hij verwondde drie personen en raakte enkele politiewagens. Toen de politie hem trachtte te arresteren, beroofde hij zich van het leven. In het gebouw werden verscheidene wapens en grote hoeveelheden munitie teruggevonden.
Rond middernacht werd een persoon die copycatgedrag vertoonde, gearresteerd alvorens slachtoffers te hebben kunnen maken.

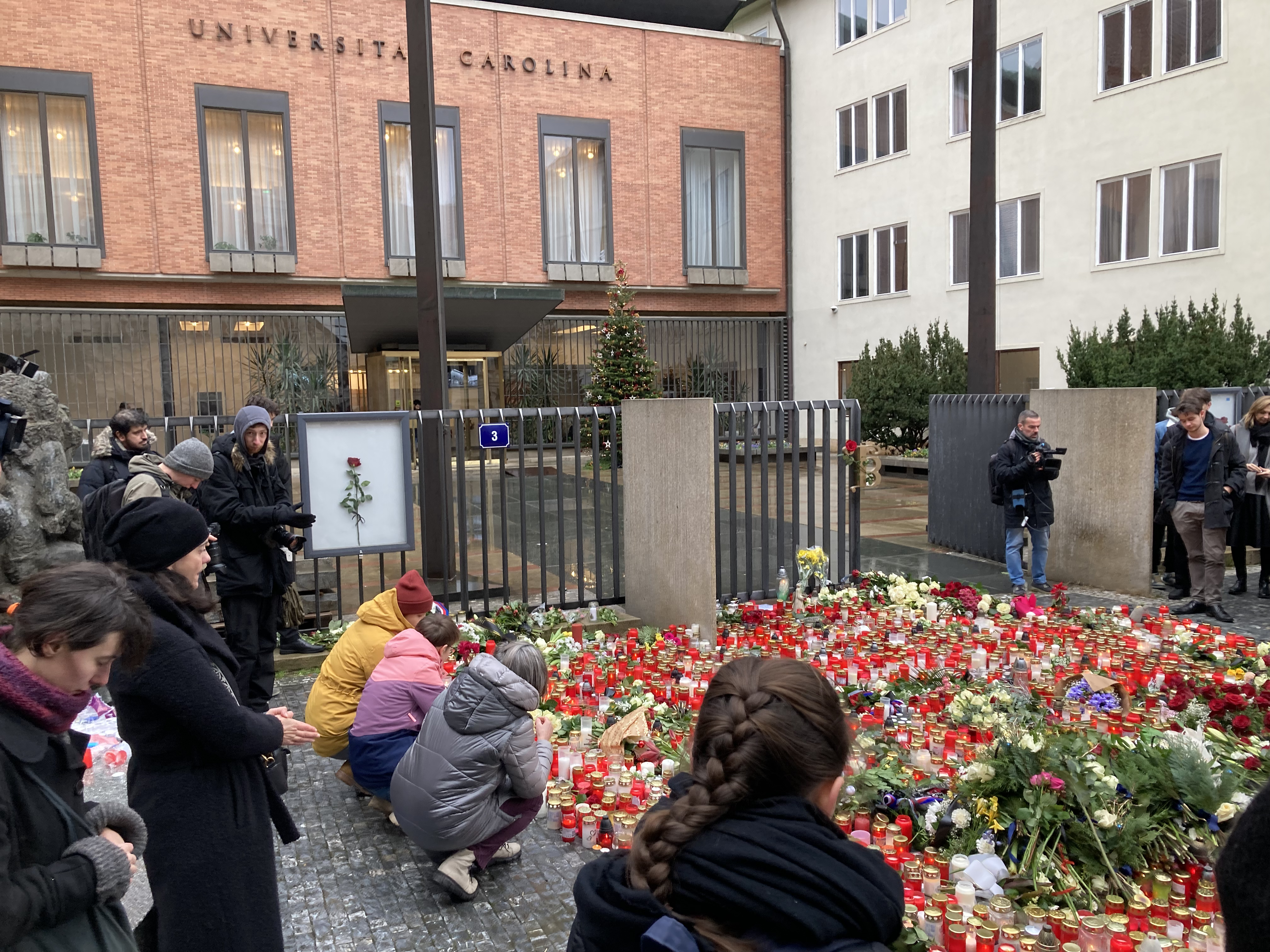
Nagedachtenis slachtoffers aan de Karelsuniversiteit, 22 december 2023

Kozáks vriendin werd ervan verdacht hem geholpen te hebben. Zij is voortvluchtig en mogelijk gevlucht naar het buitenland.
Op 23 december werd in Tsjechië een dag van nationale rouw afgekondigd.

## De dader
David Kozák kreeg in de maanden voor de schietpartij psychologische bijstand voor mentale problemen, maar hij had geen strafblad of een verleden van gewelddadig gedrag. Hij had een vergunning voor vuurwapens en volgde in diezelfde periode schiet- en verdedigingscursussen.
Kozák studeerde aan de Karelsuniversiteit en stond bekend als een voorbeeldige student. Hij behaalde een bachelordiploma geschiedenis en Europese studies en een masterdiploma geschiedenis. In mei 2023 had Kozák van het Poolse instituut in Praag nog de Marian Szyjkowski-prijs ontvangen voor zijn thesis over een periode uit de Poolse geschiedenis, met name het antagonisme tussen de Galicische boerenopstand en de mislukte Krakau-revolutie van de Poolse adel in het jaar 1846.
Kozák zou tot enkele dagen voor de schietpartij een online dagboek bijgehouden hebben op de webapplicatie Telegram over zijn donkere gevoelens van zelfmedelijden en haat jegens de mensheid. Hij zou over zijn dwanggedachten voor moorden plegen en zelfmoord geschreven hebben. De authenticiteit van het Telegram-profiel wordt onderzocht door de politie.

## Moorden in het Klánovickýbos
Op 15 december 2023 werden twee personen zonder duidelijk motief vermoord in het Klánovickýbos, gelegen aan de oostkant van Praag. De slachtoffers waren een 32-jarige man en zijn twee maanden oude dochtertje. David Kozák was een van de verdachten, maar genoeg bewijs ontbrak om hem te arresteren. Op de dag van de schietpartij in de universiteit vond de politie in zijn woonplaats een afscheidsbrief waarin hij de dubbele moord bekende. Een ballistisch onderzoek op een pistool in eigendom van Kozák wees het aan als het moordwapen.

## Tsjechische wapencultuur
Tsjechië heeft historisch een vrij open wapencultuur waarbij een wapen vaak wordt gedragen voor zelfverdediging. Anno 2023 zijn er bijna 1.000.000 vuurwapens in omloop. Het land heeft een tolerante wapenwetgeving, waardoor Tsjechen die geen strafblad hebben bijvoorbeeld vanaf 21-jarige leeftijd zonder een noemenswaardige reden een vergunning voor verborgen wapendracht kunnen krijgen. Als reactie op de verstrenging van de Europese wapenwetgeving in 2017 nam Tsjechië in 2021 zelfs het recht om een wapen te dragen op in haar grondwet. Verder leeft er bij de Tsjechische bevolking een onderhuidse angst voor een terugkeer van Rusland als bezettingsmacht zoals in de twintigste eeuw. Daarnaast zijn wapens en explosieven twee van de voornaamste exportindustrieën van het land waar de Tsjechen zeer trots op zijn.
David Kozák kreeg een vergunning voor acht wapens enkele maanden voor de schietpartij ondanks dat hij behandeld werd voor psychische klachten. Stemmen gingen op om de binnenlandse wapenwetten aan te scherpen. Een wetsvoorstel werd in het parlement ingediend waarin staat dat artsen toegang moeten krijgen tot de gegevens over het wapenbezit van hun patiënten om te kunnen adviseren dat ze mogelijk niet langer geschikt zijn om een vuurwapen te bezitten. In 2015 na een schietpartij met acht doden in een restaurant in de Tsjechische stad Uherský Brod door een man met psychische problemen werd dit wetsvoorstel al eens ingediend maar weggestemd.